# Zoan Andrea
Zoan Andrea (XV secolo – Milano, XVI secolo) è stato un incisore italiano.
Attivo fra il 1475 e il 1520, è ancor oggi difficile trovare dati certi sulla sua vita. Infatti,  intorno all'opera di tre artisti italiani vissuti fra il Quattrocento e il Cinquecento, c'è stata confusione; oltre a Zoan Andrea, sono esistiti anche Zoan Andrea Valvassore o Varvossore, incisore ed editore operante a Venezia, e Giovanni Antonio da Brescia, incisore di opere di Mantegna; Jean Duchesne, esaminando per primo le incisioni nelle collezioni del Cabinet des estampes della Biblioteca nazionale di Francia a Parigi, nel 1819, avanzò l'ipotesi che dietro questi nomi, apparentemente simili, si celassero artisti differenti.

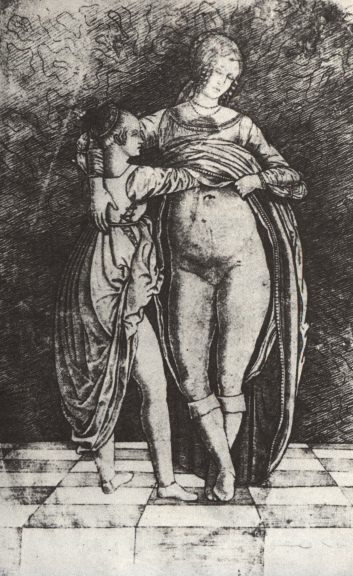
"Due donne che sollevano le loro vesti su fondo marezzato"

## Biografia
Esordì a Mantova, con incisioni a bulino ispirate alla tecnica di Andrea Mantegna, cioè con impianto a linee oblique, parallele e a zig-zag; arrivò più tardi a mescolarvi un impianto a linee incrociate e, trascurando gradatamente lo zig-zag, aggiunse il fondo marezzato.
Intorno al 1490 lasciò Mantova per trasferirsi a Milano, dove entrò in contatto con Leonardo da Vinci e ne riprodusse a bulino alcuni disegni. Altre sue incisioni sembrano derivare da disegni di artisti leonardeschi. Collaborò con il miniaturista e incisore Giovanni Pietro Birago - che era ben accolto alla corte degli Sforza - per realizzare una serie di pannelli decorativi. Incise anche a bulino sedici grandi pannelli, alcuni con macchine da guerra, oltre a cinque copie di opere di Albrecht Dürer e soggetti ispirati a Mantegna, come Giuditta con la testa di Oloferne; tra le sette sue incisioni a soggetto erotico, i Due amanti e L'abbraccio, sono soggetti leonardeschi.
Solo due delle sue incisioni riportano la data (1505): una copia della Vergine con Bambino di Dürer e un pannello rettangolare con ornati.

### Elenco opere[3]

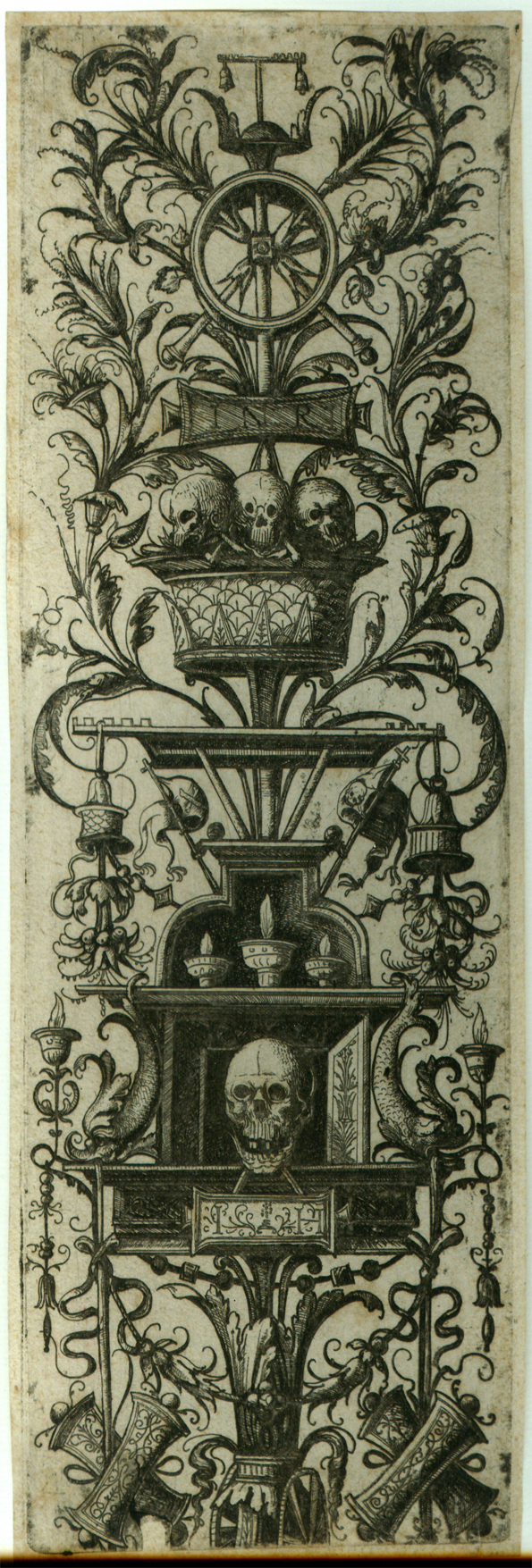
pannello "Memento mori"

- Ercole e Deianira, siglato: Z·A, bulino, circa 1475
- Uomo nudo in ginocchio che tiene una corona,  didascalia: EL MATO, bulino, circa 1475
- Fontana con statua di Nettuno, bulino, (filigrana con stemma di Galeazzo Visconti)
- Cristo sostenuto da due angeli, da un disegno perduto di Mantegna, bulino
- Giuditta con la testa di Oloferne, da Mantegna, firmato: ·Z·A, bulino
- Giuditta con la testa di Oloferne, altra versione, bulino
- Cristo davanti a Pilato, bulino
- Un leone attaccato da un dragone, da un disegno perduto di Leonardo, siglato: Z·A, bulino
- Tre Amorini, siglato: Z·A, bulino
- Sette Amorini e due arieti in un paesaggio, bulino
- Due putti con un bastone su fondo marezzato, bulino
- Scheletro su fondo marezzato, siglato: Z·A, bulino
- Testa di donna, bulino
- Due amanti su fondo marezzato, bulino (soggetto leonardesco)
- L'abbraccio, bulino, 1510-1513 circa (soggetto leonardesco)
- Due donne che sollevano le loro vesti su fondo marezzato, bulino
- Giovane uomo e giovane donna abbracciati, bulino (attribuito con riserva)
- Amore sopra un caprone con due satiri, bulino (attribuito con riserva)
- San Gerolamo penitente, da Dürer con varianti, siglato: Z·A, bulino
- La Vergine con la scimmia, da Dürer con varianti, bulino
- Mostro marino, da Dürer con varianti, bulino
- Vergine con bambino sull'erba, da Dürer, siglato: Z·A, bulino, 1505
- Sedici pannelli ornamentali, a forma di pilastro, incisi a bulino, con trofei sopra un carro, con dragoni, con testa di morto memento mori, con candelabri, con nereidi amorini e delfini, con fogliame.